# Равідас
Равідас або Райдас — індійський містичний поет-святий руху Бгакті 15-16 століття нашої ери. Шанований як гуру (духовний вчитель) у сучасних регіонах Уттар-Прадеш, Біхар, Раджастхан, Гуджарат, Махараштра, Мадх'я-Прадеш, Пенджаб і Хар'яна, був поетом і духовним діячем.

## Біографія
Деталі життя Равідаса суперечливі. Вважають, що він народився в 1433 році нашої ери. За іншими даними у 1377 році. Равідас народився в селі Сер Гобардханпур, поблизу Варанасі, на території сучасного штату Уттар-Прадеш, Індія. Мата Калсі була його матір'ю, а батьком — Сантох Дасс. Його батьки належали до шкіряної спільноти Чамар, недоторканої касти. Спочатку його заняттям була обробка шкіри, він почав проводити більшу частину свого часу в духовних пошуках на березі Гангу. Після цього він провів більшу частину свого життя в компанії суфійських святих, садху та аскетів. У віці 12 років Равідас одружився з Лоні Деві. У них народився син Віджай Дасс.
Середньовічні тексти, такі як Бхактамал, припускають, що Равідас був учнем брахманського бгакті-поета Рамананди.
У середньовічному тексті Ратнавалі говориться, що Равідас отримав знання від Рамананди та був послідовником традиції Рамананді Сампрадая.
Його ідеї зростали протягом життя, і тексти свідчать про те, що брахмани схилялися перед ним. Він багато подорожував, відвідуючи індуїстські місця паломництва в Андхра-Прадеш, Махараштра, Гуджарат, Раджастхан і в Гімалаях. Він зосередився на формі вищих істот ніргуна (без атрибутів, абстрактні). Його поетичні гімни місцевими мовами надихали інших, люди різного походження шукали його вчень і керівництва.

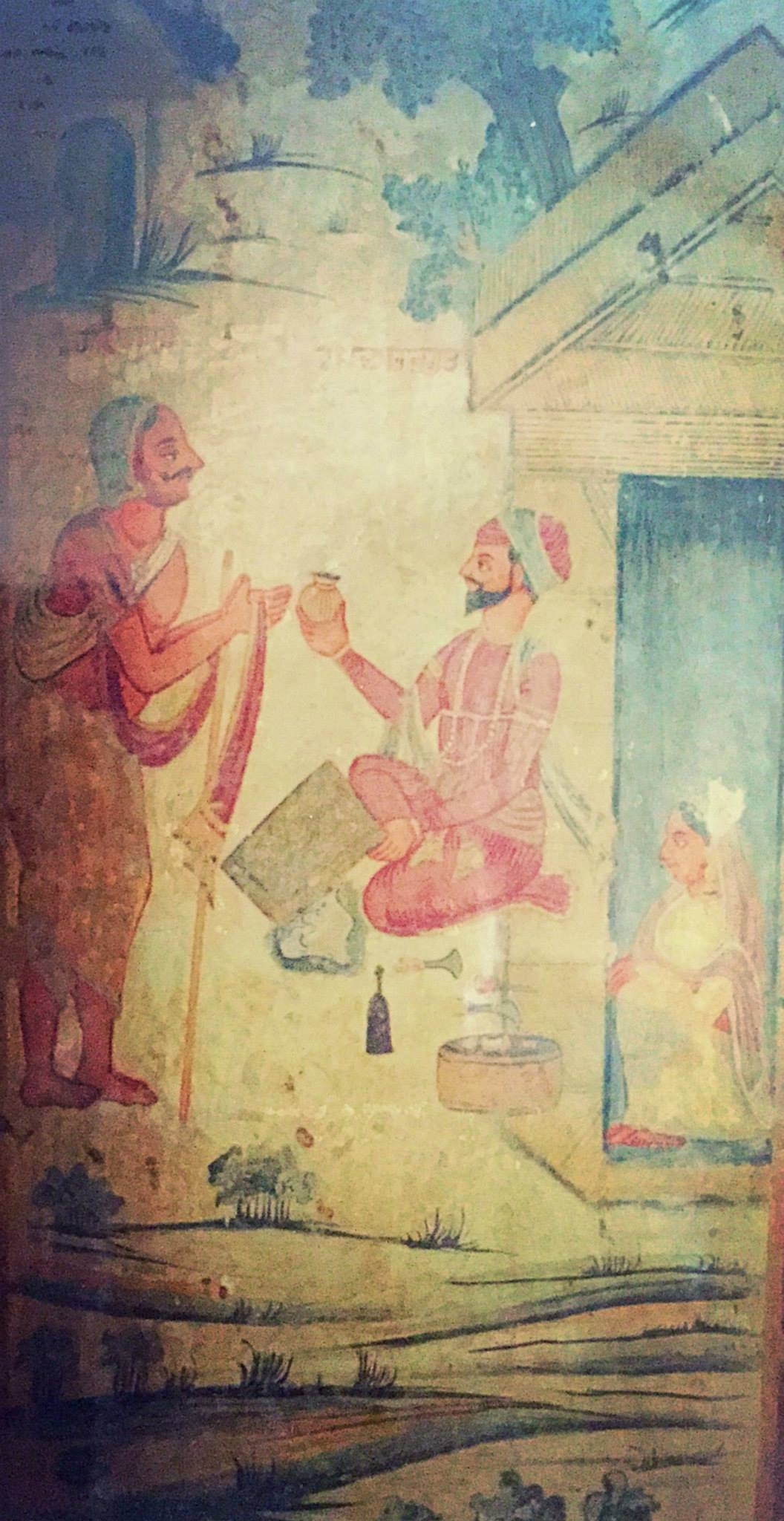
Фресковий твір із зображенням історії життя Бгаґата Равідаса

Більшість вчених вважають, що Равідас зустрічався з Гуру Нанаком, засновником сикхізму. a Leslie), Routledge, ISBN 978-0700703036, pages 106—114</ref>
Текст включав Равідаса серед сантів, біографію та вірші яких було включено. З часом були відтворені нові рукописи, деякі різними місцевими мовами Індії. Віннанд Каллеварт зазначає, що близько 30 рукописів агіографії Анантадаса про Равідаса були знайдені в різних частинах Індії. З цих чотирьох рукописів повні, зіставлені та датовані 1662, 1665, 1676 та 1687 роками. Перші три близькі з деякими морфологічними варіантами, не впливаючи на значення, але версія 1687 року систематично вставляє вірші в текст, у різних місцях, із заявами, пов'язаними з кастою, новими твердженнями про переслідування брахманами Равідаса, замітками про недоторканність Равідаса, твердженнями про Кабіра.

## Літературні твори
Равідас є одним із тридцяти шести авторів канонічного сикхізму. Ця збірка поезії в Adi Granth відповідає, серед іншого, на проблеми вирішення конфліктів і тиранії, війни та розв'язки, а також бажання присвятити своє життя правильній справі. Поезія Равідаса охоплює такі теми, як визначення справедливої держави, потреба в безпристрасності та хто є справжнім йогом.
Агіографії Равідаса, хоча вони були написані через тривалий час після його смерті, зображують боротьбу в індійському суспільстві, де життя Равідаса дає засоби для висловлення різноманітнихтем. На одному рівні він зображує боротьбу між поширеними на той час неортодоксальними громадами та ортодоксальною брахманською традицією.
Немає жодних історичних доказів, щоб підтвердити справжністьцих агіографій Фрідлендер стверджує, що оповідання відображають соціальну динаміку. Равідас перемагає завдяки божественному втручанню.
Девід Лоренцен стверджує, що поезія, яку приписують Равідасумає сильну антибрахманську та антиобщинну тему. Легенди не можна відокремити від влади та політичної ситуації цієї епохи.

## Філософія
Пісні Равідаса обговорюють теми Ніргуни-Сагуни, а також ідеї, які лежать в основі філософії індуїзму Натх- йоги. Він згадує термін Сахадж, містичний стан, де існує поєднання істин.
Численні рукописи, датовані 18-м і 19-м століттями, містять теософські дебати між Кабіром і Равідасом щодо природи Абсолюту. Равідас виходить з останньої передумови, що обидва є одним цілим.
Равіндра Кхаре стверджує, що існують дві різні версії, які випливають із вивчення текстів, що стосуються філософії Равідаса.
Згідно з текстом Бхактамала, Равідас мав чисту мову, здатний розв'язати духовні сумніви тих, хто вів з ним дискусію, не боявся заявляти про своє скромне походження та справжню касту. Його здібності відображали особистість, яка досягла внутрішнього стану змісту найвищий аскет.
Версія 20-го століття узгоджується з частинами про чисту мову та вирішення духовних сумнівів.

## Спадщина

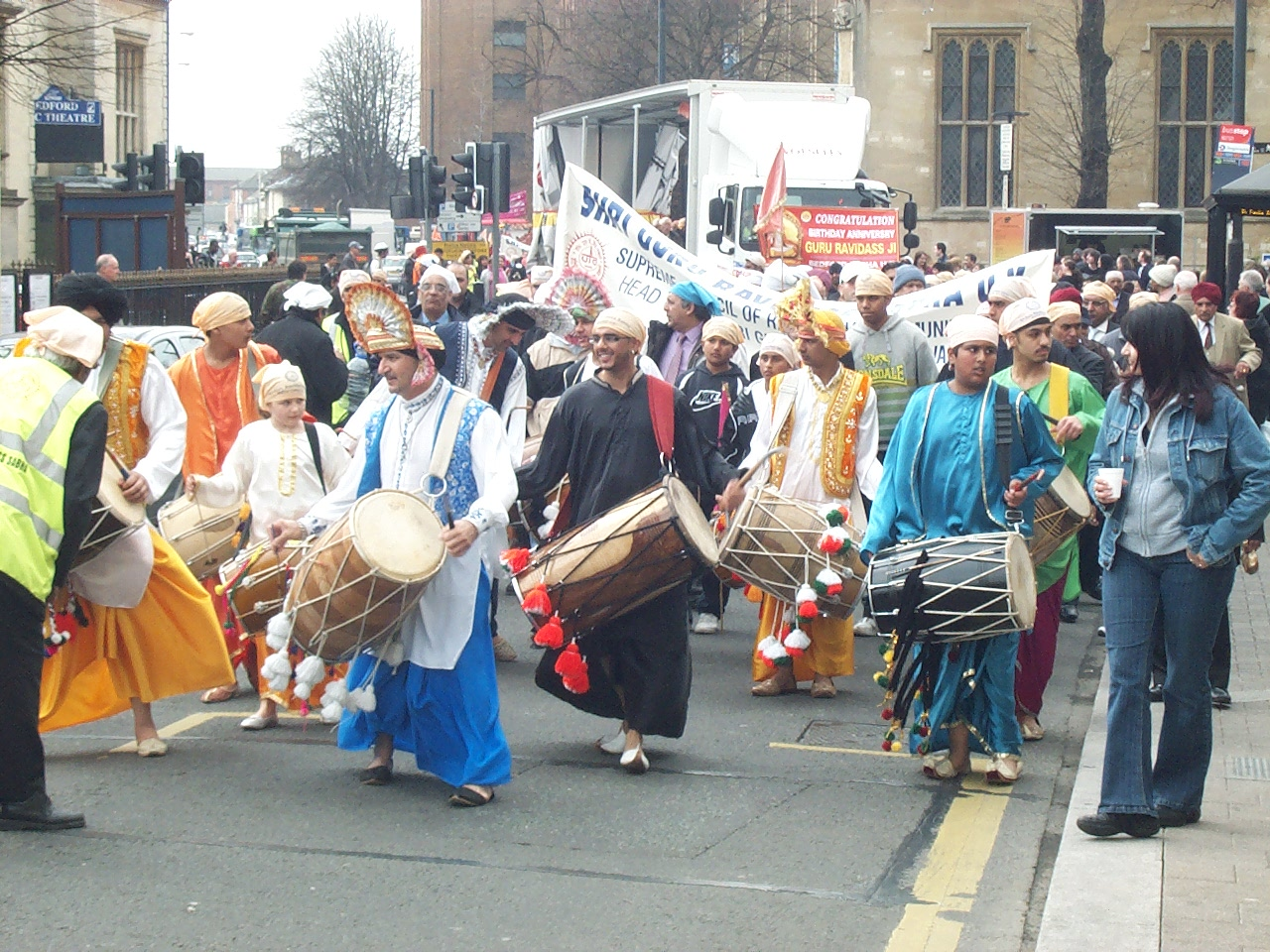
Процесія в Бедфорді, Сполучене Королівство Равідасіасом на честь дня народження Равідаса.

Релігія Равідассія є релігією, що відокремилася від сикхізму, сформованого у 21 столітті послідовниками вчення Равідаса. Релігія Равідассія склала нову священну книгу Амрітбані Гуру Равідас Джі . Повністю заснований на творах і вченні Равідаса, він містить 240 гімнів. Ніранджан Дасс є головою Dera Sachkhand Ballan.
Кетрін Лум підсумовує динаміку, що стоїть за роз'єднанням Равідассії та сикхізму, і його зосередженість на Равідасі наступним чином:

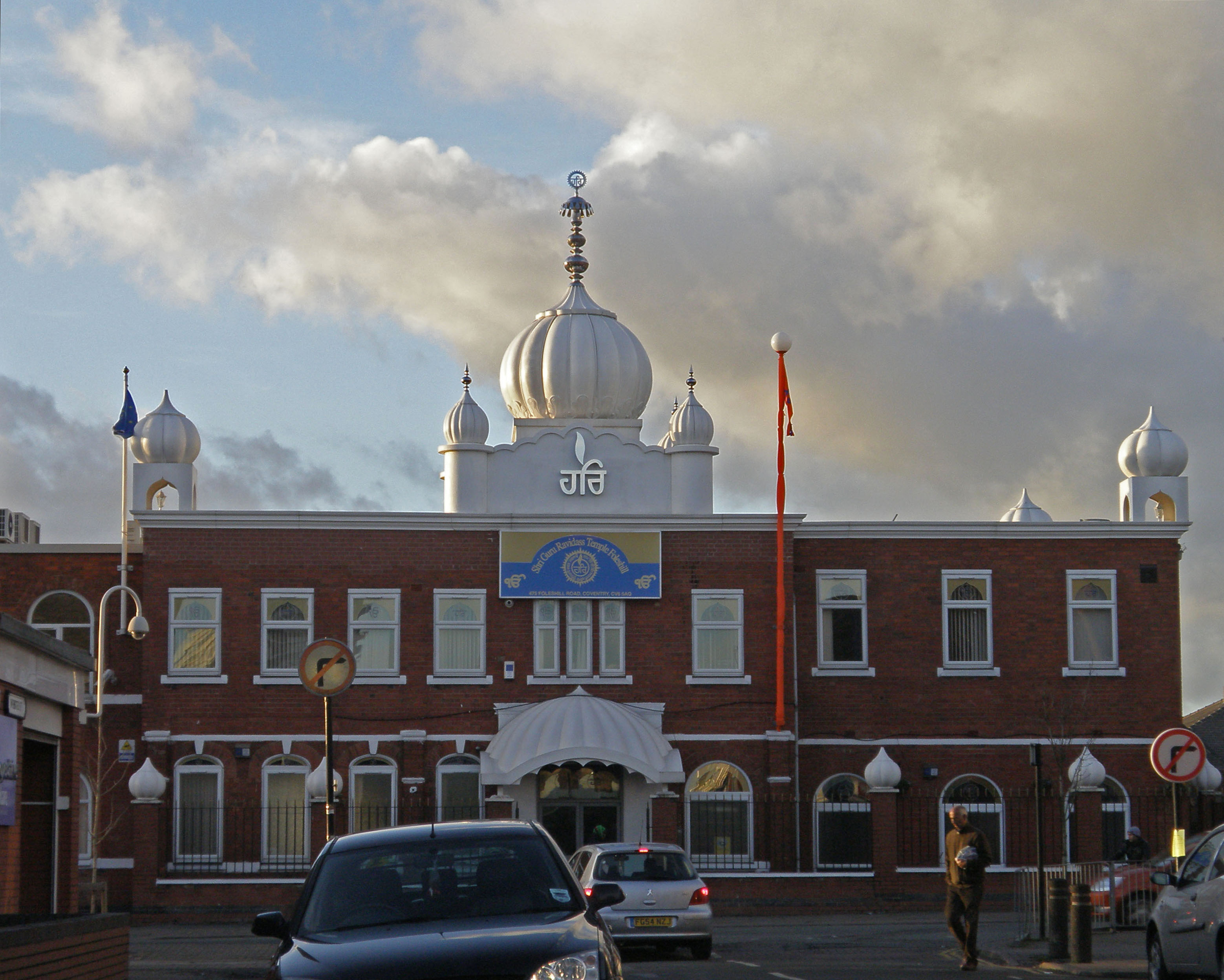
Храм Гуру Равідасса, Фолсхілл, Великобританія.

Равідаса шанують як святого. Його розгляають його як людину, яка була символом релігійного протесту.

### Політика

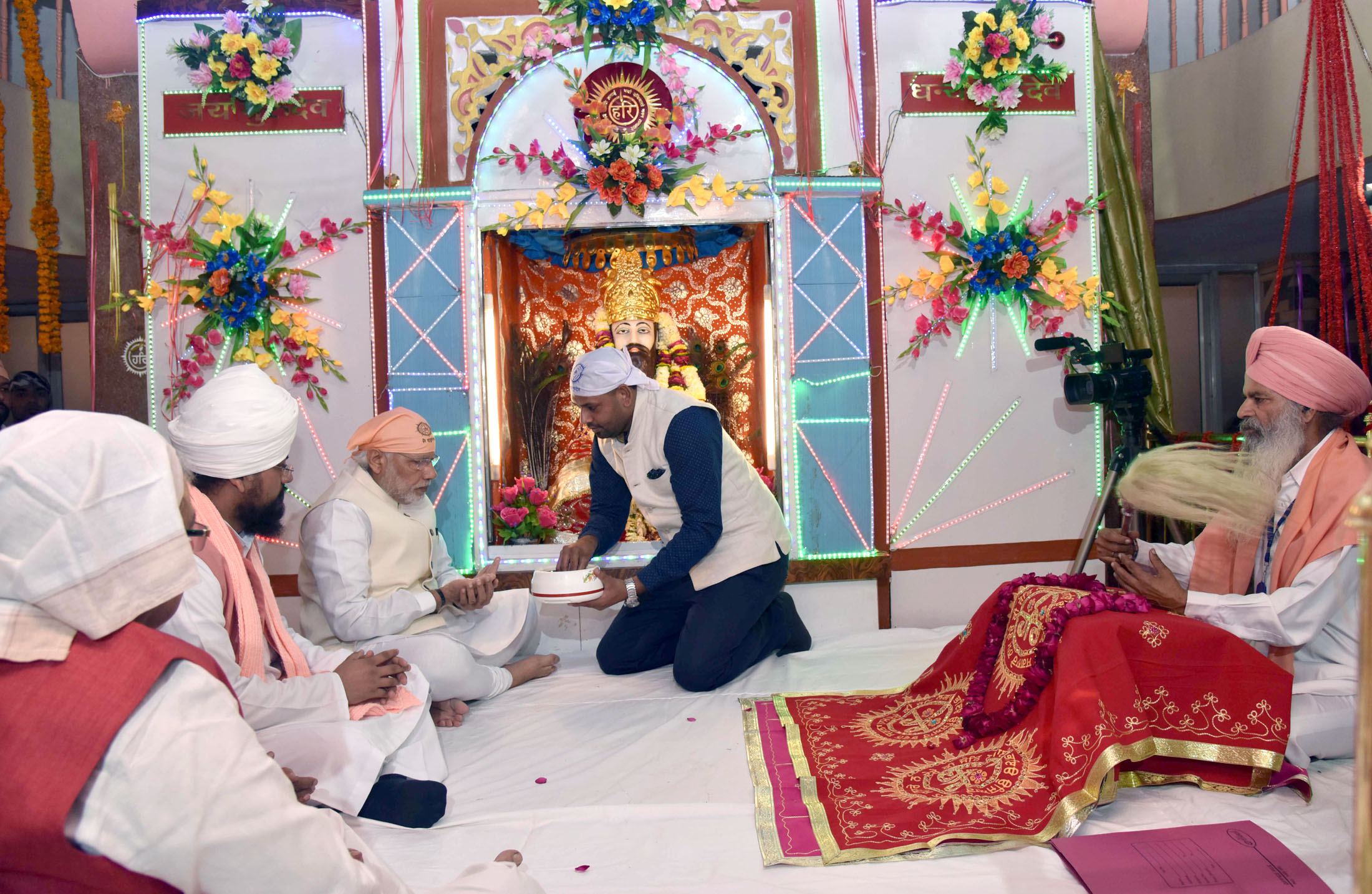
Прем'єр-міністр Нарендра Моді молиться перед Шрі Гуру Равідасом Джамстаном Мандіром

Політична партія була заснована в Індії у 2012 році послідовниками Равідаса зі словом Бегумпура.
Перед храмом Міри в районі Чітторгарх штату Раджастхан є невеликий павільйон, на якому вигравіюваний відбиток ноги Равідаса. Легенди пов'язують його з гуру Мірабаї, іншого великого поета руху Бгакті.

## Мистецтво та кіно
• Сант Равідас Кі Амар Кахані